# Anchomenus bipunctatus
Espèce
Anchomenus bipunctatus est une espèce fossile d'insectes coléoptères de la famille des Carabidae.

## Classification
L'espèce Anchomenus bipunctatus est décrite en 1891 par l'entomologiste et paléontologue allemand Bruno Förster (1852-1924),.
En 1937, le paléontologue français Nicolas Théobald (1903-1981) rajoute un fossile R806 allemand de Kleinkembs en Bade-Wurtemberg provenant de la collection Mieg conservée au muséum d'histoire naturelle de Bâle,.

### Fossiles
Selon Paleobiology Database en 2023, deux collections du Rupélien ou Oligocène inférieur, soit il y a 33,9 à 28,4 Ma, sont référencées, une en Allemagne et une en France. Celle de France est l'holotype décrit par Bruno Förster et venant de Brunstatt dans le Haut-Rhin.

### Étymologie
L'épithète spécifique dérive du latin bi-, « deux », et puntatus, « tacheté ».

### Publication originale
- [1891] (de) B. Förster, « Die Insekten der "Plattigen Steinmergels" von Brunstatt », Abhandlungen zur Geologischen Specialkarte von Elsass-Lothringen, Strasbourg, vol. 3,‎ 1891, p. 333-594 (ISSN 1256-4338, lire en ligne). .

## Description
« Espèce décrite par Förster de l'Oligocène de Brunstatt. Nous avons trouvé un exemplaire identique dans la collection Mieg (R806) de Kleinkembs. Les deux ponctuations caractéristiques de l'espèce sont très nettes. ».

## Galerie
- Espèces vivantes du genre Anchomenus
- Anchomenus cyaneus.
- Anchomenus dorsalis.
- Anchomenus dorsalis.